# Descurainia lemsii
Descurainia lemsii là một loài thực vật có hoa trong họ Cải. Loài này được Bramwell mô tả khoa học đầu tiên năm 1973.